# Flores (Gwatemala)

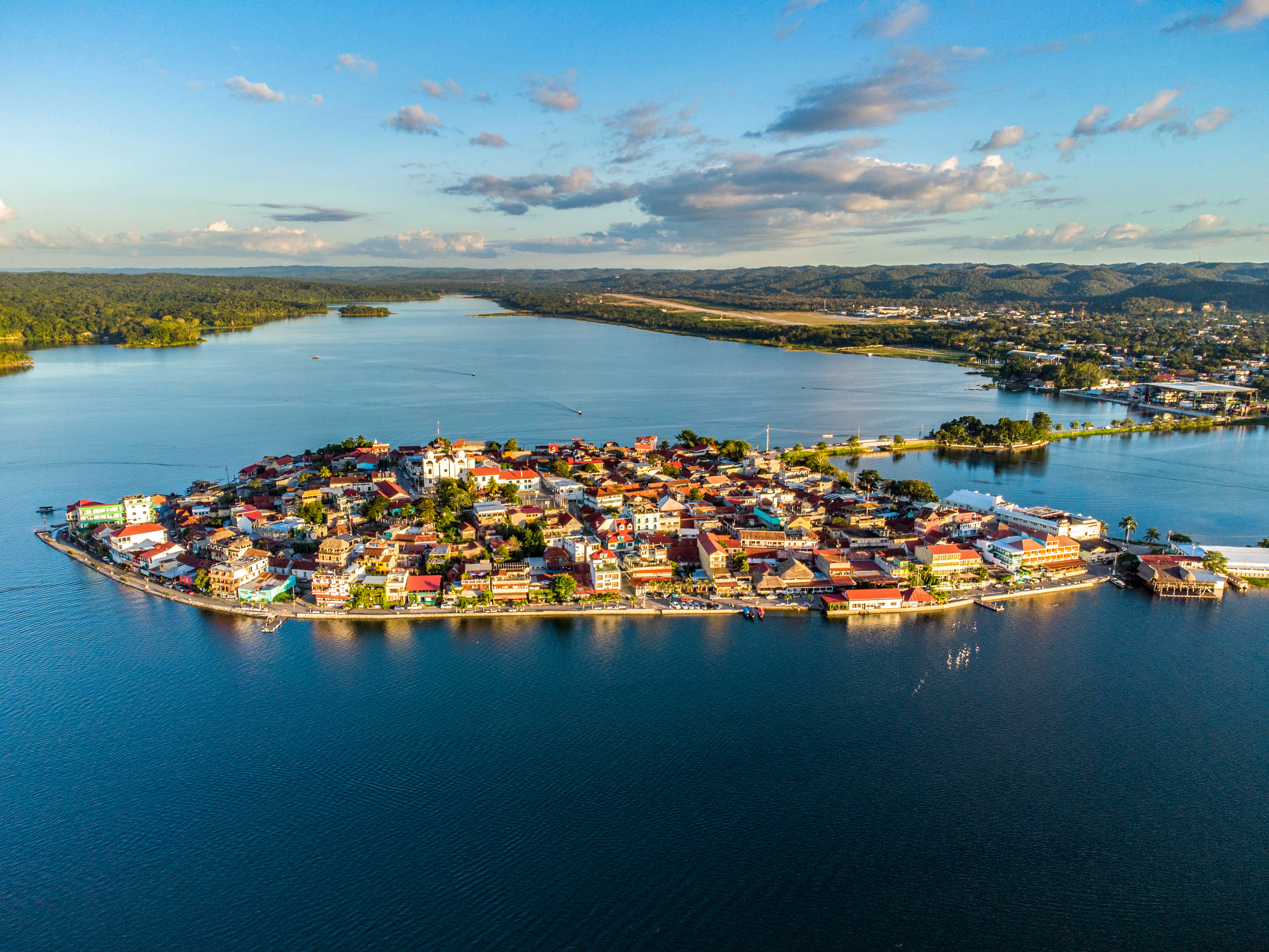
Widok na najstarszą część Flores

Flores – miasto w północnej Gwatemali, nad jeziorem Petén Itzá. Ośrodek administracyjny departamentu Petén oraz gminy Flores która w 2012 r. liczyła 58 502 mieszkańców.
Najstarsza część miasta położona jest na wyspie na jeziorze Petén Itzá, połączonej obecnie z lądem krótką groblą. Na lądzie znajdują się dwa duże przedmieścia: Santa Elena i San Benito. W czasach prekolumbijskich było to główne miasto Majów z grupy Itza, znane wówczas pod nazwą Tayasal. Znane było również jako Noh Petén, czyli „miasto-wyspa” lub Tah Itzá, czyli „miejsce ludu Itzá”.
Miasto na wyspie było ostatnią ostoją cywilizacji Majów, podbitą przez Hiszpanów dopiero w 1697 r.
Miasto posiada lotnisko, dzięki czemu jest ono ważnym punktem wypadowym do zwiedzania ruin Majów w Tikál.